# Поклонница (фильм, 1982)
«Поклонница» (нем. Der Fan) — западногерманский фильм ужасов 1982 года режиссёра Экхарта Шмидта.

## Сюжет
17-летняя Симона влюбляется в рок-певца. Пишет ему письма, и понятно без ответа. Из-за этого злится, хамит учителям и родителям, даже нападает на почтальона, полагая, что тот скрывает от нее письма. В конце концов набирается смелости и едет к своему любимому в Мюнхен. Там таких фанаток длиннющая очередь, но наша героиня девушка очень даже красивая и рок-звезда благосклонно останавливает на ней взгляд… Но он зло посмеялся над ее искренними чувствами, ведь для него она лишь одна из фанаток, каких у него было множество. Месть девушки ужасна и беспощадна…

## В ролях
| Актёр           | Роль        |
| --------------- | ----------- |
| Дезире Носбуш   | Симона      |
| Бодо Стайгер    | R           |
| Симоне Брахманн | Секретарша  |
| Йонас Вишер     | Отец Симоны |
| Клаус Мюнстер   | Почтальон   |